# Sigebert Ier
Pour les articles homonymes, voir Sigebert.
Ne doit pas être confondu avec Sigeberht Ier le Petit.
Sigebert Ier ou Sigisbert Ier, né vers 535, mort en décembre 575 à Vitry-en-Artois, est un roi mérovingien, fils de Clotaire Ier et d’Ingonde. Son nom signifie « Brillant de victoire » en vieux-francique. Au partage de 561, il reçoit le royaume de l'Est avec Reims et Laon territoire qui prendra le nom d'Austrasie, auquel s'ajoutent l'Auvergne et une partie de la Provence.

## Biographie
Clotaire Ier avait réunifié le royaume franc de Clovis Ier avec peine mais n’avait pas partagé le royaume avant sa mort, qui survint en 561. Ses fils allèrent l’enterrer à Soissons, dans la basilique Sainte-Marie qu’il avait commencé à faire construire sur le tombeau de saint Médard. Ils se partagèrent alors le royaume : Charibert à Paris, Chilpéric à Soissons, Gontran à Orléans et Sigebert à Reims.
En 562, les Avars, apparentés aux Huns, font des incursions en Thuringe. Sigebert doit alors transférer sa capitale de Reims à Metz, et il parvient à repousser les envahisseurs au-delà du Rhin. Chilpéric Ier profita de l’absence de son frère pour enlever Reims et d’autres villes d’Austrasie. Sigebert lança une contre-attaque et battit Chilpéric Ier.
En 566, il épouse Brunehaut, fille du roi wisigoth Athanagild. En effet, d’après Grégoire de Tours, Sigebert considère que les femmes de ses frères ne sont pas dignes de leur rang, et que seule la fille d’un roi peut prétendre au titre de reine d’Austrasie. Sous l’influence de Sigebert et des prêtres, Brunehaut dut se convertir au catholicisme.
En 567, la mort de son frère Caribert Ier lui donne une partie de l’Aquitaine.
Un conflit éclata autour du partage de la Provence. Sigebert fit attaquer par surprise la ville d’Arles, propriété de Gontran, qu’il voulait récupérer lors du partage du royaume de Caribert Ier. Le patrice de Bourgogne, Celsus, s’empara d’Avignon et reprit Arles aux hommes de Sigebert. Gontran lui rendit alors Avignon, mettant ainsi fin à cette guerre.
En 568, Galswinthe, la sœur de Brunehaut, venant d’épouser Chilpéric Ier, est assassinée (étranglée dans son lit), probablement sur ordre de Frédégonde, concubine et future femme de celui-ci. Sigebert, influencé par Brunehaut, est décidé à venger sa belle-sœur : c’est le début d’une guerre entre Neustrie et Austrasie qui durera fort longtemps, survivant même à la mort de Frédégonde. Gontran, roi de Bourgogne, tente une médiation, et Sigebert accepte l’octroi de cinq villes d’Aquitaine en compensation du meurtre de sa belle-sœur.
Les Avars envahirent de nouveau la Thuringe. Moins heureux que lors de la première invasion, Sigebert est fait prisonnier, mais ses ennemis le relâchent rapidement en échange de présents faits au Chagan (Khagan). Ils conclurent un traité de non-agression à vie.
Chilpéric Ier envoya Clovis, le fils benjamin d’Audovère, contre Sigebert, qui s’empara de la Touraine et du Poitou. Gontran fit joindre des troupes à celles de Sigebert et envoya Mummol mener les opérations, qui mit l’armée de Chilpéric en fuite à Tours et Poitiers. Clovis se retira à Bordeaux mais fut attaqué par Sigulf, un officier de Sigebert. Il prit alors la fuite sous les sons des cors et trompettes comme lors d’une chasse au cerf.
Sigebert eut un différend avec Gontran au sujet d’un évêché qu’il voulait ériger à Châteaudun en son royaume, mais dépendant du diocèse de Chartres, appartenant à Gontran. Un concile fut mené à Paris pour statuer de l’affaire, mais n’aboutit guère.

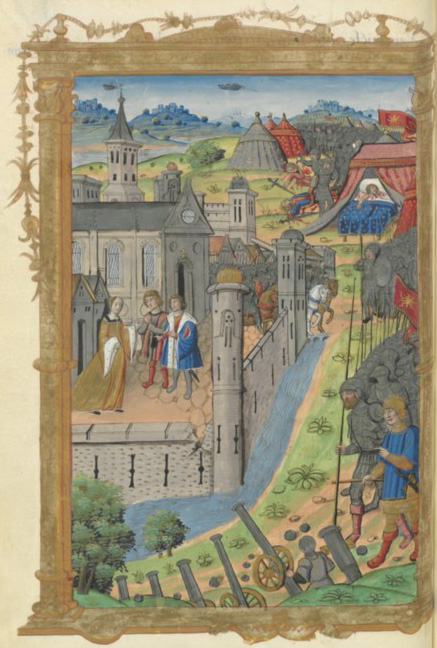
Siège de Tournai (575) et assassinat de Sigebert Ier. Guillaume Crétin, Chroniques françaises XVIe siècle (après 1515), Rouen. Bibliothèque Nationale de France.

En 573, Chilpéric ranime la querelle autour du meurtre de Galswinthe, et ravage la part de l’Aquitaine qui appartient à son frère en envoyant son fils aîné Thibert qui fut prisonnier de Sigebert, l’obligeant à se parjurer du serment qu’il avait fait de ne plus l’attaquer en échange de la liberté. Celui-ci s’empare alors de Tours et avance jusqu’à Poitiers, où il affronte le duc Gondebaut dont l’armée est massacrée. Thibert brûle une partie de la Touraine. Il attaque Limoges et Cahors en ravageant tout le pays, s’attaquant même au clergé. L’année suivante, Sigebert fait appel aux barbares d’outre-Rhin pour combattre son demi-frère Chilpéric. Il menace Gontran, qui a établi un traité de secours mutuel avec Chilpéric Ier par peur des barbares, de lui faire la guerre si celui-ci ne le laisse pas passer. Sigebert poursuit Chilpéric jusqu’à Alluye où ils conclurent la paix, avec pour condition que ce dernier rende toutes les villes dont Thibert s’est emparé. Mais les barbares alliés de Sigebert pillent les environs de Paris et Sigebert doit les haranguer pour imposer le calme.
Chilpéric rompt alors l’accord de paix, s’allie à Gontran, et attaque l’Austrasie jusqu’à Reims. Sigebert doit rappeler ses troupes d’outre-Rhin. Il dépêche vers Tours et Châteaudun deux de ses chefs, Godégisile et Gontran, pour faire face à Thibert : ce dernier, abandonné par ses soldats, est tué après une tentative de résistance avec quelques fidèles. Un serviteur, nommé Arnulphe, récupérera le corps du prince pour l’enterrer à Angoulême.
Sigebert conquiert alors la vallée de la Seine dont Rouen, tandis que son frère se réfugie à Tournai en 575.
Il retourne à Paris pour rejoindre la reine Brunehaut et ses enfants. Les Francs du royaume de Paris envoient une délégation pour lui rendre hommage et destituent Chilpéric.
Alors qu’il s’avance vers Tournai, l’évêque de Paris Germain l’avertit en ces termes :

« Si tu vas, sans aucun dessein contre la vie de ton frère, tu retourneras vivant et victorieux ; si tu as d’autres pensées, tu mourras ; car voici ce que dit le Seigneur par la bouche de Salomon : Celui qui aura creusé une fosse à son frère y tombera lui-même. »

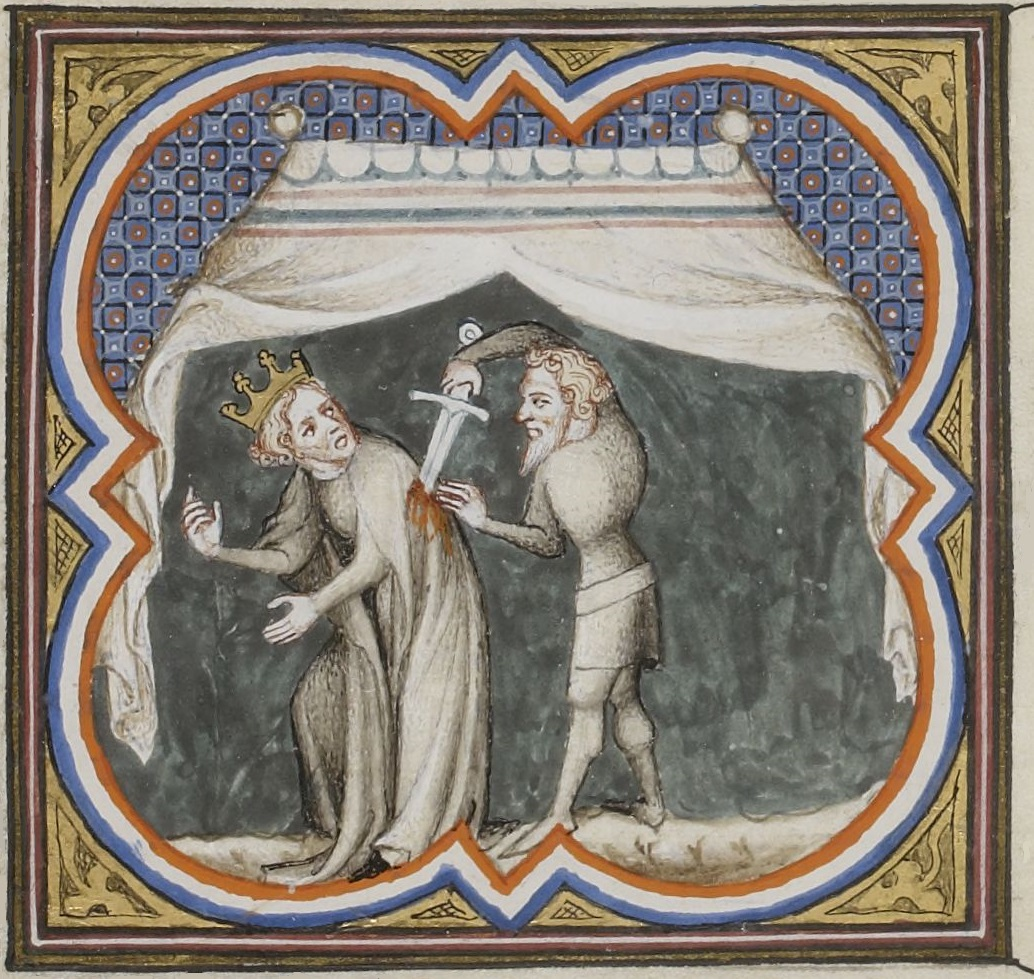
Assassinat de Sigebert Ier. Grandes Chroniques de France de vers 1375-1380, Paris.

À Vitry-en-Artois, l’armée de Chilpéric le reconnaît comme roi de Neustrie ; mais alors qu’il part se faire sacrer roi, il est poignardé par des pages de Frédégonde à coup de scramasaxe de chaque côté dans le flanc. En tentant de s’enfuir, les deux pages tuent eux-mêmes Charésille et blessent Sigila, les deux chambellans du roi, avant de trouver la mort.
Chilpéric sort de Tournai, fait ensevelir Sigebert à Lambres-lez-Douai, puis le transfère dans l’abbaye Saint-Médard de Soissons, pour y être enterré auprès de Clotaire Ier.
Sigebert est mort à l’âge de 40 ans, après quatorze années de règne.
Son fils Childebert II, qui n’a que 5 ans, est proclamé roi d’Austrasie à Metz.
Lors du règne de Sigebert, la charge de maire du palais est pour la première fois mentionnée.
Sigebert Ier est le géant de Lambres-lez-Douai.

## Représentations dans les arts

### Télévision
- 1991 : L'Enfant des loups, téléfilm franco-espagnol de Philippe Monnier, avec Fabrice Bagni dans le rôle de Sigebert.

### Littérature
- Jean-Louis Fetjaine, Les reines pourpres, tome 1 : Les Voiles de Frédégonde, Paris, Belfond, 2006  (ISBN 978-2-298-00115-0).
- Dufossé - Cothias, Les sanguinaires tome 1, bande dessinée, Glénat 1997.
- Greiner - De Vincenzi, Frédégonde tome 1 et 2, bande dessinée, collection Les reines de sang, Delcourt 2014 et 2016.

## Bibliographie

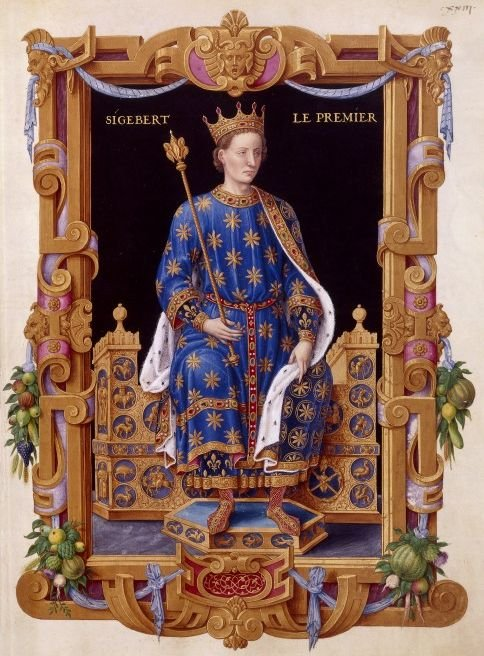
Sigebert Ier selon le Recueil des rois de France de Jean du Tillet. BnF. Miniature réalisée d’après la statue en métal de Sigebert Ier, érigée probablement au XIIe siècle, dans l’église Saint-Médard de Soissons. La statue représentait le roi assis sur un trône tenant un sceptre et la tête couronnée.